# Lewis Wolpert
Lewis Wolpert (né à Johannesbourg le 19 octobre 1929, mort le 28 janvier 2021) est un biologiste du développement, auteur et vulgarisateur britannique d'origine sud-africaine. Il est professeur émérite de biologie à l'University College de Londres.
En 1969, il propose le concept d'information positionnelle dans la formation de l'embryon, un concept devenu central en biologie du développement.

## Biographie

### Origine et formation
Wolpert naît dans une famille juive sud africaine. Attiré par les sciences, il fait des études d'ingénieur civil à l'université du Witwatersrand. Au début des années 1950, il s'engage en politique auprès de Nelson Mandela.
En 1953, il quitte l'Afrique du sud pour Israel. En 1954, il se rend au Royaume-Uni pour étudier la mécanique des sols à l'Imperial College London. Il trouve sa voie en étudiant la biologie cellulaire et du développement au King's College de Londres où il complète un PhD.

### Carrière
En 1966, il occupe la chaire de biologie appliquée à la médecine à l'Université de Londres, où il dirige un laboratoire de recherches embryologiques, jusqu'à sa retraite en 2004.
Même après sa retraite, il continue à écrire et à publier, à participer aux conférences et discussions scientifiques, à donner des interviews sur les sujets scientifiques et éthiques qui lui tiennent à cœur. Dans les débats grand public, il montre son talent de communiquant et de vulgarisateur.

## Travaux

### L'information positionnelle
Lewis Wolpert est d'abord un théoricien qui introduit le concept d'information positionnelle dans la biologie du développement de l'embryon.
Ses premières études portent sur la régénération de l'hydre. Il montre que la tête de l'hydre se forme par un facteur gradient diffusible inhibiteur qui empêche celle-ci de se former en situation incorrecte, et d'un second gradient effecteur qui la développe en bonne place. Wolpert est ici influencé par les travaux de Hans Driesch qui avait montré que l'œuf d'oursin pouvait être divisé au stade de deux cellules, chaque blastomère séparé pouvant évoluer en embryon complet.
Sur la base de ces observations, Wolpert en conclut que chaque cellule embryonnaire contient une information positionnelle qui s'effectue en deux étapes : 1) chaque cellule est porteuse d'une information générale 2) chaque cellule interprète cette information en fonction de son histoire et de son environnement (signalisations des autres cellules).
Pour illustrer cette problématique : comment un ensemble de cellules homogènes se différencient les unes des autres en s'organisant selon différents modèles ? Wolpert pose en 1969 le « problème du drapeau français », à savoir comment un drapeau tricolore est susceptible de se régénérer en modèle initial permanent,.
Wolpert a poursuivi ses travaux, montrant que ce concept était de valeur universelle à l'échelle du vivant. Par exemple, la formation des membres chez l'embryon de poulet s'effectue selon plusieurs axes de gradient diffusible : antéro-postérieur, proximal-distal, et l'(a)symétrie droite-gauche. Ce qui permet d'expliquer des malformations congénitales telles que la phocomélie chez les vertébrés et l'humain.
Le concept d'information positionnelle, d'abord controversé, est devenu en un demi-siècle, un concept central de la biologie du développement, confirmé par la génétique moléculaire avec les notions de morphogène et de boîte homéotique.

Le « modèle du drapeau français » a d'abord été un problème : celui de la régéneration d'un drapeau tricololore.

### Autres
Lewis Wolpert est un auteur enthousiaste pour communiquer son savoir et son questionnement à ses étudiants. Son ouvrage Principles of development (1998) est devenu un classique d'introduction à l'embryologie avec six éditions. Il est aussi doué pour la vulgarisation avec plusieurs ouvrages destinés au grand public, dont le plus connu est The Triump of the Embryo (1991).
Auteur prolifique, il traite de science et d'histoire des sciences, intervenant dans les débats médiatiques britanniques entre croyances, religions et science. Il tient une chronique dans le journal The Independent. Sur le site du Prix Nobel, il exprime ses idées sur la responsabilité des scientifiques dans la société : la science est moralement neutre et les scientifiques ont le devoir de comprendre le monde, d'autre part il faut distinguer la science de ses applications, les applications scientifiques (création d'un produit par la science) relevant de la société tout entière où le scientifique n'est qu'un citoyen comme les autres,.
Directeur (1994-1998) du Committee for the Public Understanding of Science (en), il se présente comme athée, longtemps vice-président de la British Humanist Association devenue Humanists UK, opposé au créationnisme dans l'enseignement public.
Atteint de dépression, il raconte son combat contre la maladie dans Malignant Sadness (1999), un ouvrage qui a servi de base pour trois émissions de la BBC Two, dites A living hell    (Un enfer sur terre),.
En 2011, il publie son dernier ouvrage You're Looking Very Well : The Surprising Nature of Getting Old  (Vous paraissez très bien ou la surprise naturelle de devenir vieux).

## Honneurs et distinctions
- Membre de la Royal Society (1980) ;
- Commandeur de l'Empire britannique (1990) ;
- membre de la Royal Society of Literature (1999) ;

- médaille Waddington (2015) de la British Society for Developmental Biology ;
- Médaille royale (2018) de la Royal Society ;

## Publications

### Scientifiques
Il publie près de 200 articles scientifiques, dont le princeps est :
- L. Wolpert, « Positional information and the spatial pattern of cellular differentiation », Journal of Theoretical Biology, vol. 25, no 1,‎ octobre 1969, p. 1–47 (ISSN 0022-5193, PMID 4390734, DOI 10.1016/s0022-5193(69)80016-0, résumé).

Parmi ses articles de réflexion accessibles en ligne :
- Lewis Wolpert, « From soil mechanics to chick development », The International Journal of Developmental Biology, vol. 62, nos 1-2-3,‎ 2018, p. 35–41 (ISSN 1696-3547, PMID 29616736, DOI 10.1387/ijdb.180030LW, lire en ligne, consulté le 8 février 2024).
- Lewis Wolpert, « The Medawar Lecture 1998 Is science dangerous? », Philosophical Transactions of the Royal Society B: Biological Sciences, vol. 360, no 1458,‎ 29 juin 2005, p. 1253–1258 (ISSN 0962-8436, PMID 16147520, PMCID 1569503, DOI 10.1098/rstb.2005.1659, lire en ligne, consulté le 8 février 2024)
- Lewis Wolpert, « Is cell science dangerous? », Journal of Medical Ethics, vol. 33, no 6,‎ juin 2007, p. 345–348 (ISSN 0306-6800, PMID 17526685, PMCID 2598276, DOI 10.1136/jme.2007.020578, lire en ligne, consulté le 8 février 2024)

Son grand classique est un manuel pour étudiants : 
- (en) Lewis Wolpert et Cheryll Tickle, Principles of development, Oxford New York, Oxford University Press, 2011 (ISBN 978-0-19-955428-7)
- Lewis Wolpert et Cheryll Tickle (trad. Jean Foucrier), Biologie du développement : les grands principes, Paris, Dunod, 2017, 792 p. (ISBN 978-2-10-0757732)

### Grand public
- (en) Wolpert, Lewis et Richards, Alison, A Passion for Science, Oxford, U.K, Oxford University Press, 1988 (ISBN 0-19-854213-5)
- (en) Wolpert, Lewis, The Triumph of the Embryo, Oxford, UK & New York, Oxford University Press, 1991 (ISBN 0-19-854243-7)
- (en) Lewis Wolpert, The Unnatural Nature of Science, Harvard University Press, 1994 (1re éd. 1992 par Faber & Faber, Londres.) (ISBN 0-674-92980-2 et 978-0-674-92981-4, lire en ligne)
- (en) Lewis Wolpert (Free registration facilitates access to introduction & chapter 1. Alternatively, type the title into Google within quotations "like this", and the webpage comes up (how found in the first instance)), Malignant Sadness : The Anatomy of Depression, New York, Free Press, 1999, 196 p. (ISBN 0-684-87058-4, lire en ligne)

- (en) Lewis Wolpert, Six impossible things before breakfast, The evolutionary origins of belief, W.W. Norton, 2006, 243 p. (ISBN 0-393-06449-2)
- (en) Lewis Wolpert, How We Live and Why We Die : The secret lives of cells, Norton, Faber & Faber, 2009 (ISBN 978-0-571-23912-2 et 0-571-23912-9)
- (en) Lewis Wolpert, You're Looking Very Well : The Surprising Nature of Getting Old, Faber & Faber, 2011, 250 p. (ISBN 978-0-571-25065-3 et 0-571-25065-3)